# 克氏弱蜥魚
克氏弱蜥魚為輻鰭魚綱仙女魚目青眼魚亞目崖蜥魚科的一種，分布於東南大西洋南非開普敦海域，屬深海底棲性魚類，深度0-2200公尺，體長可達21.4公分，棲息在底層水域，生活習性不明。

## 擴展閱讀
維基物種上的相關：克氏弱蜥魚